# Setaria globulifera
Setaria globulifera är en gräsart som först beskrevs av Ernst Gottlieb von Steudel, och fick sitt nu gällande namn av August Heinrich Rudolf Grisebach. Setaria globulifera ingår i släktet kolvhirser, och familjen gräs. Inga underarter finns listade i Catalogue of Life.